# Вулиця Грюнвальдська (Львів)
Ву́лиця Грюнвальдська — вулиця у Франківському районі міста Львова, в місцевості Новий Світ. Сполучає між собою вулицю Коновальця з вулицею Антоновича. Прилучається вулиця Кокорудза.

## Історія
1907 року вулицю названо на згадку про Грюнвальдську битву 15 липня 1410 року, коли об'єднані війська Королівства Польського і Великого князівства Литовського, Руського і Жемайтійського розбили війська Тевтонського ордену. Від 1943 року — Танненбергштрассе, на честь битви під Танненбергом 1914 року, коли імперська армія Німеччини розбила російську імператорську армію. У липні 1944 року повернена історична назва — вулиця Грюнвальдська, яка збереглася донині.

## Забудова
Вулиця Грюнвальдська забудована будинками у стилях віденського класицизму, віденської сецесії та у неороманському стилі. Декілька будинків внесено до реєстру пам'яток архітектури місцевого значення.

### Будинки
№ 1 — триповерхова кам'яниця на розі з вулицею Коновальця. Напівпідвальне приміщення у наріжнику будинку від 1970-х років містився відомий пивбар, наприкінці 2000-х років — бар «Колорадо». 
№ 2 — триповерхова кам'яниця. Будинок внесений до реєстру пам'яток архітектури місцевого значення під охоронним № 2084-м.
№ 8 — триповерхова кам'яниця. Будинок внесений до реєстру пам'яток архітектури місцевого значення під охоронним № 2430-м.
№ 10 — триповерхова чиншова кам'яниця споруджена у 1910–1911 роках за проєктом архітектора та будівничого Едварда Скавінського для Станіслава та Ізабелли Добруцьких. 3 листопада 1911 року був наданий дозвіл на заселення будинку. Донині будинок зберігся без особливих змін та залишається повністю житловим. Загалом будинок — цінний зразок неоготики у Львові. Будинок внесений до реєстру пам'яток архітектури місцевого значення під охоронним № 2085-м.
№ 11 — триповерхова кам'яниця. На першому поверсі будинку міститься салон краси «Лаванда Ледіс» — перший приватний салон краси у місті Львові, відкритий ще 1987 року, як кооператив перукарських послуг при ВО «Кінескоп».
№ 11а — триповерхова кам'яниця. Будинок внесений до реєстру пам'яток архітектури місцевого значення під охоронним № 2429-м.